# Stazione di Sandycove e Glasthule
La stazione di Sandycove e Glasthule è una stazione ferroviaria situata a metà strada fra Glasthule e Sandycove, a sud di Dublino. La stazione è su un ponte, dal momento che i la linea passa nel mezzo di un avvallamento. Il fatto che si vicina al livello del mare, ha contribuito a creare un terriccio piuttosto solido, il che ha consentito di non porre i binari su traversine ma direttamente a contatto con il suolo. I binari sono due in totale e la linea che passa per la stazione è unicamente la Trans-Dublin della Dublin Area Rapid Transit.
Fu aperta l'11 ottobre 1855.

## Servizi
- Servizi igienici
- Biglietteria a sportello
- Biglietteria self-service
- Distribuzione automatica cibi e bevande